# Enguerrand I. z Coucy

Erb rodu Coucy

Enguerrand I. z Coucy (francouzsky Enguerrand I de Coucy nebo Enguerrand de Boves, 1042? – 1116) byl pán z Coucy, Boves, Marle a La Fère a hrabě z Amiensu, účastník první křížové výpravy. O jeho milostném životě se dozvídáme z pera opata Guiberta z Nogentu.

## Život
Byl synem Droga či Dreuxe z Boves. Oženil se s Adélou z Marle , bývalou ženou či dcerou Aubryho z Coucy a roku 1080 získal panství a nový přídomek ke svému jménu. Poté, co se mu zalíbila Sibyla, manželka Geoffroye Namurského, obvinil svou ženu z cizoložství a podařilo se mu s pomocí svého bratrance laonského biskupa Enguerranda dosáhnout rozvodu. Sibyla byla volná poté, co podváděný manžel zjistil, že čeká dítě, ač byl tou dobou na vojenském tažení.
Enguerrandův syn Tomáš, opatem Sugerem zvaný zuřivý vlk se obrátil proti otci a připojil se k podvedenému namurskému hraběti ve vleklé válce proti Enguerrandovi, v níž trpěli poddaní obou znepřátelených feudálů. Otec a syn se připojili ke křížové výpravě a není zcela jisté, který z nich se proslavil hrdinským skutkem, na jehož paměť začali Coucyové nosit svůj erb v podobě šesti rudých vodorovných pruhů v modravě bílém poli. V každém případě Enguerrand zemřel roku 1116 a byl pohřben v klášteře Corbie.